# 林洙 (1928年)
林洙（1928年—），福建省福州市人，曾任清华大学建筑系系秘书。1948年，林洙的男友程应铨前往清华大学建筑系任教，高中毕业的林洙也一同前往北京，接受林徽因辅导英语。此后林洙和程应铨结婚并育有一子一女。1958年，两人离婚。1955年林徽因逝世后，林洙曾帮助梁思成工作。1962年，林洙与梁思成结婚。林洙著有《梁思成、林徽因与我》。